# Seznam dílů seriálu Pán času
Toto je seznam dílů seriálu Pán času. Britský sci-fi televizní seriál Pán času produkuje společnost BBC. K 9. prosinci 2023 bylo natočeno a odvysíláno 874 dílů (včetně jednoho televizního filmu a několika speciálních dílů). Díky tomu seriál drží světový rekord za největší počet dílů v sci-fi seriálu.
Pán času byl v roce 1989 přerušen a poté znovu obnoven v roce 2005. Každý příběh z původního seriálu (1963–1989) se skládá z více samostatných dílů. Výjimku tvoří díl „Mission to the Unknown“ z roku 1965 a díl k 20. výročí seriálu, „The Five Doctors“. Díly z této doby jsou dlouhé 25 minut (není-li uvedeno jinak). S opětovným obnovením seriálu v roce 2005 byl změněn jeho formát, díky čemuž má každý díl samostatný děj a je dlouhý 45 minut, později 50 minut. Z tohoto konceptu však existují také výjimky.
Z důvodu mazání tvorby BBC v 70. letech bylo 97 dílů z 60. let ztraceno, kvůli čemuž je 26 příběhů nekompletních. Ke všem nedochovaným dílům ale existuje zvuková stopa a některé byly zrekonstruovány kombinací zvukové stopy s dochovanými fotografiemi z natáčení, či nově vytvořenými animacemi. V prvních dvou řadách a u většiny dílů 3. řady má každý díl vlastní název. Žádný díl až po příběh „The Savages“ nemá na obrazovce uveden název příběhu. S návratem seriálu v roce 2005 opět dostal každý díl svůj vlastní název.
Poznámka: Kurzívou jsou pod název příběhu uvedeny další alternativní názvy.

## Přehled řad
| Řada     | Díly (příběhy) | Doktoři          | Premiéra ve VB     | Premiéra ve VB    | Premiéra v ČR      | Premiéra v ČR      |
| Řada     | Díly (příběhy) | Doktoři          | První díl          | Poslední díl      | První díl          | Poslední díl       |
| -------- | -------------- | ---------------- | ------------------ | ----------------- | ------------------ | ------------------ |
| 1        | 42 (8)         | První Doktor     | 23. listopadu 1963 | 12. září 1964     | nebylo vysíláno    | nebylo vysíláno    |
| 2        | 39 (9)         | První Doktor     | 31. října 1964     | 24. července 1965 | nebylo vysíláno    | nebylo vysíláno    |
| 3        | 45 (10)        | První Doktor     | 11. září 1965      | 16. července 1966 | nebylo vysíláno    | nebylo vysíláno    |
| 4        | 43 (9)         | Druhý Doktor     | 10. září 1966      | 1. července 1967  | nebylo vysíláno    | nebylo vysíláno    |
| 5        | 40 (7)         | Druhý Doktor     | 2. září 1967       | 1. června 1968    | nebylo vysíláno    | nebylo vysíláno    |
| 6        | 44 (7)         | Druhý Doktor     | 10. srpna 1968     | 21. června 1969   | nebylo vysíláno    | nebylo vysíláno    |
| 7        | 25 (4)         | Třetí Doktor     | 3. ledna 1970      | 20. června 1970   | nebylo vysíláno    | nebylo vysíláno    |
| 8        | 25 (5)         | Třetí Doktor     | 2. ledna 1971      | 19. června 1971   | nebylo vysíláno    | nebylo vysíláno    |
| 9        | 26 (5)         | Třetí Doktor     | 1. ledna 1972      | 24. června 1972   | nebylo vysíláno    | nebylo vysíláno    |
| 10       | 26 (5)         | Třetí Doktor     | 30. prosince 1972  | 23. června 1973   | nebylo vysíláno    | nebylo vysíláno    |
| 11       | 26 (5)         | Třetí Doktor     | 15. prosince 1973  | 8. června 1974    | nebylo vysíláno    | nebylo vysíláno    |
| 12       | 20 (5)         | Čtvrtý Doktor    | 28. prosince 1974  | 10. května 1975   | nebylo vysíláno    | nebylo vysíláno    |
| 13       | 26 (6)         | Čtvrtý Doktor    | 30. srpna 1975     | 6. března 1976    | nebylo vysíláno    | nebylo vysíláno    |
| 14       | 26 (6)         | Čtvrtý Doktor    | 4. září 1976       | 2. dubna 1977     | nebylo vysíláno    | nebylo vysíláno    |
| 15       | 26 (6)         | Čtvrtý Doktor    | 3. září 1977       | 11. března 1978   | nebylo vysíláno    | nebylo vysíláno    |
| 16       | 26 (6)         | Čtvrtý Doktor    | 2. září 1978       | 24. února 1979    | nebylo vysíláno    | nebylo vysíláno    |
| 17       | 20 (5)         | Čtvrtý Doktor    | 1. září 1979       | 12. ledna 1980    | nebylo vysíláno    | nebylo vysíláno    |
| 18       | 28 (7)         | Čtvrtý Doktor    | 30. srpna 1980     | 21. března 1981   | nebylo vysíláno    | nebylo vysíláno    |
| 19       | 26 (7)         | Pátý Doktor      | 4. ledna 1982      | 30. března 1982   | nebylo vysíláno    | nebylo vysíláno    |
| 20       | 22 (6)         | Pátý Doktor      | 4. ledna 1983      | 16. března 1983   | nebylo vysíláno    | nebylo vysíláno    |
| 21       | 24 (7)         | Pátý Doktor      | 5. ledna 1984      | 30. března 1984   | nebylo vysíláno    | nebylo vysíláno    |
| 22       | 13 (6)         | Šestý Doktor     | 5. ledna 1985      | 30. března 1985   | nebylo vysíláno    | nebylo vysíláno    |
| 23       | 14 (4)         | Šestý Doktor     | 6. září 1986       | 6. prosince 1986  | nebylo vysíláno    | nebylo vysíláno    |
| 24       | 14 (4)         | Sedmý Doktor     | 7. září 1987       | 7. prosince 1987  | nebylo vysíláno    | nebylo vysíláno    |
| 25       | 14 (4)         | Sedmý Doktor     | 5. října 1988      | 4. ledna 1989     | nebylo vysíláno    | nebylo vysíláno    |
| 26       | 14 (4)         | Sedmý Doktor     | 6. září 1989       | 6. prosince 1989  | nebylo vysíláno    | nebylo vysíláno    |
| Film     | Film           | Osmý Doktor      | 12. května 1996    | 12. května 1996   |                    |                    |
| 1        | 13 (10)        | Devátý Doktor    | 26. března 2005    | 18. června 2005   | 2. září 2013       | 18. září 2013      |
| 2        | 13 (10)        | Desátý Doktor    | 15. dubna 2006     | 8. července 2006  | 19. září 2013      | 8. října 2013      |
| 3        | 13 (9)         | Desátý Doktor    | 31. března 2007    | 30. června 2007   | 9. října 2013      | 29. října 2013     |
| 4        | 13 (10)        | Desátý Doktor    | 5. dubna 2008      | 5. července 2008  | 30. října 2013     | 19. listopadu 2013 |
| Speciály | Speciály       | Desátý Doktor    | 25. prosince 2008  | 1. ledna 2010     | 20. listopadu 2013 | 26. listopadu 2013 |
| 5        | 13 (10)        | Jedenáctý Doktor | 3. dubna 2010      | 26. června 2010   | 27. listopadu 2013 | 16. prosince 2013  |
| 6        | 13 (11)        | Jedenáctý Doktor | 3. dubna 2011      | 1. října 2011     | 17. prosince 2013  | 17. ledna 2014     |
| 7        | 13 (13)        | Jedenáctý Doktor | 1. září 2012       | 18. května 2013   | 20. ledna 2014     | 7. února 2014      |
| Speciály | Speciály       | Jedenáctý Doktor | 23. listopadu 2013 | 25. prosince 2013 | nebylo vysíláno    | nebylo vysíláno    |
| 8        | 12 (11)        | Dvanáctý Doktor  | 23. srpna 2014     | 8. listopadu 2014 | nebylo vysíláno    | nebylo vysíláno    |
| 9        | 12 (9)         | Dvanáctý Doktor  | 19. září 2014      | 5. prosince 2015  | 24. prosince 2016  | 18. března 2017    |
| 10       | 12 (11)        | Dvanáctý Doktor  | 15. dubna 2016     | 1. července 2017  | nebylo vysíláno    | nebylo vysíláno    |
| 11       | 10 (10)        | Třináctý Doktor  | 7. října 2018      | 9. prosince 2018  | nebylo vysíláno    | nebylo vysíláno    |
| 12       | 10 (8)         | Třináctý Doktor  | 1. ledna 2020      | 1. března 2020    | nebylo vysíláno    | nebylo vysíláno    |
| 13       | 6 (1)          | Třináctý Doktor  | 31. října 2021     | 5. prosince 2021  | nebylo vysíláno    | nebylo vysíláno    |
| Speciály | Speciály       | Čtrnáctý Doktor  | 25. listopadu 2023 | 9. prosince 2023  | 25. listopadu 2023 | 9. prosince 2023   |
| 1        | 8              | Patnáctý Doktor  | 11. května 2024    | 22. června 2024   | 11. května 2024    | 22. června 2024    |

## Seznam dílů

### První Doktor
První inkarnace Doktora byla ztvárněna Williamem Hartnellem. Během Hartnellova působení se Doktor objevuje v řadě příběhů zasazených do budoucnosti i do historie, které neměly žádný mimozemský podtext (jako je např. střední Amerika v 15. století). V posledním příběhu The Tenth Planet se Doktor stává slabým, což vede k jeho kolapsu na konci čtvrtého dílu a jeho regeneraci.

#### První řada (1963–1964)
Producentem byla Verity Lambert a střihačem David Whitaker. S Doktorem cestovali Ian Chestetron, Barbara Wright – dva pozemští učitelé a jeho vnučka, Susan Foreman.
| Číslo | Název                                          | Epizody | Scénář          | Režie                              | Premiéra |
| ----- | ---------------------------------------------- | --- | --------------- | ---------------------------------- | --- |
| 001   | An Unearthly Child 100,000 BC The Tribe of Gum | An Unearthly Child The Cave of Skulls The Forest of Fear The Firemaker                                                                                          | Anthony Coburn  | Waris Hussein                      | 23. listopadu 1963 30. listopadu 1963 7. prosince 1963 14. prosince 1963                                     |
| 002   | The Daleks The Mutants The Dead Planet         | The Dead Planet The Survivors The Escape The Ambush The Expedition The Ordeal The Rescue                                                                        | Terry Nation    | Richard Martin & Christopher Barry | 21. prosince 1963 28. prosince 1963 4. ledna 1964 11. ledna 1964 18. ledna 1964 25. ledna 1964 1. února 1964 |
| 003   | The Edge of Destruction Inside the Spaceship   | The Edge of Destruction The Brink of Disaster | David Whitaker  | Richard Martin & Frank Cox         | 8. února 1964 15. února 1964                                                                                 |
| 004   | Marco Polo A Journey to Cathay                 | The Roof of the World The Singing Sands Five Hundred Eyes The Wall of Lies Rider from Shang-Tu Mighty Kublai Khan Assassin at Peking (všechny nedochovány)      | John Lucarotti  | Waris Hussein & John Crockett      | 22. února 1964 29. února 1964 7. března 1964 14. března 1964 21. března 1964 28. března 1964 4. dubna 1964   |
| 005   | The Keys of Marinus The Sea of Death           | The Sea of Death The Velvet Web The Screaming Jungle The Snows of Terror Sentence of Death The Keys of Marinus                                                  | Terry Nation    | John Gorrie                        | 11. dubna 1964 18. dubna 1964 25. dubna 1964 2. května 1964 9. května 1964 16. května 1964                   |
| 006   | The Aztecs                                     | The Temple of Evil The Warriors of Death The Bride of Sacrifice The Day of Darkness                                                                             | John Lucarotti  | John Crockett                      | 23. května 1964 30. května 1964 6. června 1964 13. června 1964                                               |
| 007   | The Sensorites                                 | Strangers in Space The Unwilling Warriors Hidden Danger A Race Against Death Kidnap A Desperate Venture                                                         | Peter R. Newman | Mervyn Pinfield & Frank Cox        | 20. června 1964 27. června 1964 11. července 1964 18. července 1964 25. července 1964 1. srpna 1964          |
| 008   | The Reign of Terror The French Revolution      | A Land of Fear Guests of Madame Guillotine A Change of Identity The Tyrant of France A Bargain of Necessity Prisoners of Conciergerie (epizody 4–5 nedochovány) | Dennis Spooner  | Henric Hirsch                      | 8. srpna 1964 15. srpna 1964 22. srpna 1964 29. srpna 1964 5. září 1964 12. září 1964                        |

#### Druhá řada (1964–1965)
Dennis Spooner nahradil Davida Whitakera na pozici střihače po příběhu The Dalek Invasion of Earth a stříhal zbylou část řady kromě příběhu The Time Medler, který stříhal Donald Tosh. Ve 2. příběhu The Dalek Invasion of Earth opouští Doktora Susan, jeho vnučka. Ian a Barbara pokračují až do příběhu The Chase společně se společnicí Vicki. Ta poté cestuje s Doktorem a společníkem Stevenem Tylerem.
| Číslo | Název                                   | Epizody | Scénář         | Režie                              | Premiéra |
| ----- | --------------------------------------- | --- | -------------- | ---------------------------------- | --- |
| 009   | Planet of Giants                        | Planet of Giants Dangerous Journey Crisis                                                                                     | Louis Marks    | Mervyn Pinfield & Douglas Camfield | 31. října 1964 7. listopadu 1964 14. listopadu 1964                                                          |
| 010   | The Dalek Invasion of Earth World's End | World's End The Daleks Day of Reckoning The End of Tomorrow The Waking Ally Flashpoint                                        | Terry Nation   | Richard Martin                     | 21. listopadu 1964 28. listopadu 1964 5. prosince 1964 12. prosince 1964 19. prosince 1964 26. prosince 1964 |
| 011   | The Rescue                              | The Powerful Enemy Desperate Measures                                                                                         | David Whitaker | Christopher Barry                  | 2. ledna 1965 9. ledna 1965                                                                                  |
| 012   | The Romans                              | The Slave Traders All Roads Lead to Rome Conspiracy Inferno                                                                   | Dennis Spooner | Christopher Barry                  | 16. ledna 1965 23. ledna 1965 30. ledna 1965 6. února 1965                                                   |
| 013   | The Web Planet The Zarbi                | The Web Planet The Zarbi Escape to Danger Crater of Needles Invasion The Centre                                               | Bill Strutton  | Richard Martin                     | 13. února 1965 20. února 1965 27. února 1965 6. března 1965 13. března 1965 20. března 1965                  |
| 014   | The Crusade The Lionheart The Crusaders | The Lion The Knight of Jaffa The Wheel of Fortune The Warlords (epizody 2 a 4 nedochovány)                                    | David Whitaker | Douglas Camfield                   | 27. března 1965 3. dubna 1965 10. dubna 1965 17. dubna 1965                                                  |
| 015   | The Space Museum                        | The Space Museum The Dimensions of Time The Search The Final Phase                                                            | Glyn Jones     | Mervyn Pinfield                    | 24. dubna 1965 1. května 1965 8. května 1965 15. května 1965                                                 |
| 016   | The Chase                               | The Executioners The Death of Time Flight Through Eternity Journey into Terror The Death of Doctor Who The Planet of Decision | Terry Nation   | Richard Martin & Douglas Camfield  | 22. května 1965 29. května 1965 5. června 1965 12. června 1965 19. června 1965 26. června 1965               |
| 017   | The Time Meddler                        | The Watcher The Meddling Monk A Battle of Wits Checkmate                                                                      | Dennis Spooner | Douglas Camfield                   | 3. července 1965 10. července 1965 17. července 1965 24. července 1965                                       |

#### Třetí řada (1965–1966)
Po dílu „Mission to the Unknown“ byla producentka Verity Lambert nahrazena Johnem Wilesem. Innes Lloyd pro změnu nahradil Wilese po příběhu The Ark. Donald Tosh pokračoval v práci střihače až po příběh The Massacre of St Bartholomew's Eve, který byl také stříhán jeho nástupcem Garym Davisem. Praxe každého dílu s individuálním názvem skončila po příběhu The Gunfighters, ke konci řady. Společnicí byla například Dodo Chaplet, kterou nahradili v posledním díle řady Ben a Polly.
| Číslo | Název                                             | Epizody | Scénář                            | Režie                            | Premiéra |
| ----- | ------------------------------------------------- | --- | --------------------------------- | -------------------------------- | --- |
| 018   | Galaxy 4                                          | Four Hundred Dawns Trap of Steel Air Lock The Exploding Planet (epizody 1, 2 a 4 nedochovány) | William Emms                      | Derek Martinus & Mervyn Pinfield | 11. září 1965 18. září 1965 25. září 1965 2. října 1965 |
| 019   | Mission to the Unknown Dalek Cutaway              | Mission to the Unknown (nedochována) | Terry Nation                      | Derek Martinus                   | 9. října 1965 |
| 020   | The Myth Makers                                   | Temple of Secrets Small Prophet, Quick Return Death of a Spy Horse of Destruction (všechny nedochovány) | Donald Cotton                     | Michael Leeston-Smith            | 16. října 1965 23. října 1965 30. října 1965 6. listopadu 1965 |
| 021   | The Daleks' Master Plan                           | The Nightmare Begins Day of Armageddon Devil's Planet The Traitors Counter Plot Coronas of the Sun The Feast of Steven Volcano Golden Death Escape Switch The Abandoned Planet Destruction of Time (epizody 1, 3–4, 6–9, a 11–12 nedochovány) | Terry Nation & Dennis Spooner     | Douglas Camfield                 | 13. listopadu 1965 20. listopadu 1965 27. listopadu 1965 4. prosince 1965 11. prosince 1965 18. prosince 1965 25. prosince 1965 1. ledna 1966 8 . ledna 1966 15. ledna 1966 22. ledna 1966 29. ledna 1966 |
| 022   | The Massacre The Massacre of St Bartholomew's Eve | War of God The Sea Beggar Priest of Death Bell of Doom (všechny nedochovány) | John Lucarotti & Donald Tosh      | Paddy Russell                    | 5. února 1966 12. února 1966 19. února 1966 26. února 1966 |
| 023   | The Ark                                           | The Steel Sky The Plague The Return The Bomb | Paul Erickson & Lesley Scott      | Michael Imison                   | 5. března 1966 12. března 1966 19. března 1966 26. března 1966 |
| 024   | The Celestial Toymaker                            | The Celestial Toyroom The Hall of Dolls The Dancing Floor The Final Test (epizody 1–3 nedochovány) | Brian Hayles (a Donald Tosh)      | Bill Sellars                     | 2. dubna 1966 9. dubna 1966 16. dubna 1966 23. dubna 1966 |
| 025   | The Gunfighters                                   | A Holiday for the Doctor Don't Shoot the Pianist Johnny Ringo The O.K. Corral | Donald Cotton                     | Rex Tucker                       | 30. dubna 1966 7. května 1966 14. května 1966 21. května 1966 |
| 026   | The Savages                                       | 4 epizody (všechny nedochovány) | Ian Stuart Black                  | Christopher Barry                | 28. května – 18. června 1966 |
| 027   | The War Machines                                  | 4 epizody | Ian Stuart Black (and Kit Pedler) | Michael Ferguson                 | 25. června – 16. července 1966 |

#### Čtvrtá řada (1966–1967)
| Číslo | Název            | Epizody                           | Scénář                   | Režie          | Premiéra                 |
| ----- | ---------------- | --------------------------------- | ------------------------ | -------------- | ------------------------ |
| 028   | The Smugglers    | 4 epizody (všechny nedochovány)   | Brian Hayles             | Julia Smith    | 10. září – 1. října 1966 |
| 029   | The Tenth Planet | 4 epizody (epizoda 4 nedochována) | Kit Pedler & Gerry Davis | Derek Martinus | 8. – 29. října 1966      |

### Druhý Doktor
Druhá inkarnace byla ztvárněna Patrickem Troughtonem, jehož příběhy byly více akčně orientované než u jeho předchůdce. Po příběhu The Highlanders se přestaly objevovat příběhy s čistě historickým námětem (jako tomu bylo u Hartnella), na místo toho se k historickému námětu přidaly sci-fi prvky. Patrick Troughton zůstal v roli Druhého Doktora až do posledního dílu příběhu The War Games, kdy ho členové jeho vlastní rasy, Páni Času, odsoudili za porušování zákonů a přinutili jej k regeneraci.

#### Čtvrtá řada (1966–1967), pokračování
Peter Bryant se připojil jako pomocný producent příběhu The Faceless Ones a nahradil Gerryho Davise jako editora pro poslední čtyři díly The Evil of the Daleks. Do dílu „The Moonbase“ cestovali s Doktorem Ben a Polly. Ty nahradil Jamie McCrimmon.
| Číslo | Název                   | Epizody                               | Scénář                            | Režie             | Premiéra                         |
| ----- | ----------------------- | ------------------------------------- | --------------------------------- | ----------------- | -------------------------------- |
| 030   | The Power of the Daleks | 6 epizod (všechny nedochovány)        | David Whitaker (a Dennis Spooner) | Christopher Barry | 5. listopadu – 10. prosince 1966 |
| 031   | The Highlanders         | 4 epizody (všechny nedochovány)       | Elvyn Jones a Gerry Davis         | Hugh David        | 5. prosince 1966 – 7. ledna 1967 |
| 032   | The Undewater Menace    | 4 epizody (epizody 1 a 4 nedochovány) | Geoffrey Orme                     | Julia Smith       | 14. ledna – 4. února 1967        |
| 033   | The Moonbase            | 4 epizody (epizody 1 a 3 nedochovány) | Kit Pedler                        | Morris Barry      | 11. února – 4. března 1967       |
| 034   | The Macra Terror        | 4 epizody (všechny nedochovány)       | Ian Stuart Black                  | John Davies       | 11. března – 1. dubna 1967       |
| 035   | The Faceless Ones       | 6 epizod (epizody 2, 4–6 nedochovány) | David Ellis a Malcolm Hulke       | Gerry Mill        | 8. dubna – 13. května 1967       |
| 036   | The Evil of the Daleks  | 7 epizod (epizody 1, 3–7 nedochovány) | David Whitaker                    | Derek Martinus    | 20. května – 1. července 1967    |

#### Pátá řada (1967–1968)
Victor Pemberton byl střihačem příběhu The Tomb of the Cybermen s Peterem Bryantem jako producentem. Po tomto Bryant pokračoval jako spolu s producentem Innesem Lloydem po The Web of Fear, kde Bryant převzal Lloydovu pozici producenta. V té samé době Derrick Sherwin nahradil Bryanta v roli střihače. S Doktorem cestuje Jamie a Victoria.
| Číslo | Název                    | Epizody                                  | Scénář                         | Režie                | Premiéra                           |
| ----- | ------------------------ | ---------------------------------------- | ------------------------------ | -------------------- | ---------------------------------- |
| 037   | The Tomb of the Cybermen | 4 epizody                                | Kit Pedler a Gerry Davis       | Morris Barry         | 2. – 23. září 1967                 |
| 038   | The Abominable Snowmen   | 6 epizod (epizody 1, 3–6 nedochovány)    | Mervyn Heisman Henry Lincoln   | Gerald Blake         | 30. září – 4. listopadu 1967       |
| 039   | The Ice Warriors         | 6 epizod (epizody 2–3 nedochovány)       | Brian Hayles                   | Derek Martinus       | 11. listopadu – 16. prosince 1967  |
| 040   | The Enemy of the World   | 6 epizod                                 | David Whitaker                 | Barry Letts          | 23. prosince 1967 – 27. ledna 1968 |
| 041   | The Web of Fear          | 6 epizod (epizoda 3 nedochována)         | Mervyn Haisman a Henry Lincoln | Douglas Camfield     | 3. února – 9. března 1968          |
| 042   | The Fury from the Deep   | 6 epizod (všechny nedochovány)           | Victor Pemberton               | Hugh David           | 16. března – 20. dubna 1968        |
| 043   | The Wheel in Space       | 6 epizod (epizody 1–2 a 4–5 nedochovány) | David Whitaker a Kit Pedler    | Tristan de Vere Cole | 27. dubna – 1. června 1968         |

#### Šestá řada (1968–1969)
Terrance Dicks nahradil Derricka Sherwina na pozici střihače od příběhu The Invasion, Sherwin se k práci vrátil na příběhu The Space Pirates. Sherwin nahradil v příběhu The War Games Petera Bryanta na pozici producenta. S Doktorem cestuje Jamie McCrimmon a dívka Zoe.
| Číslo | Název              | Epizody                                | Scénář                          | Režie            | Premiéra                           |
| ----- | ------------------ | -------------------------------------- | ------------------------------- | ---------------- | ---------------------------------- |
| 044   | The Dominators     | 5 epizod                               | Mervyn Haisman a Henry Lincoln  | Morris Barry     | 10. srpna – 7. září 1968           |
| 045   | The Mind Robber    | 5 epizod (každá 20 min)                | Peter Ling (a Derrick Sherwin)  | David Maloney    | 14. září – 12. října 1968          |
| 046   | The Invasion       | 8 epizod (epizody 1 a 4 nedochovány)   | Derrick Sherwin a Kit Pedler    | Douglas Camfield | 2. listopadu – 21. prosince 1968   |
| 047   | The Krotons        | 4 epizody                              | Robert Holmes                   | David Maloney    | 28. prosince 1968 – 18. ledna 1969 |
| 048   | The Seads of Death | 6 epizod                               | Brian Hayles (a Terrance Dicks) | Michael Ferguson | 25. ledna – 1. března 1969         |
| 049   | The Space Pirates  | 6 epizod (epizody 1 a 3–6 nedochovány) | Robert Holmes                   | Michael Hart     | 8. března – 12. dubna 1969         |
| 050   | The War Games      | 10 epizod                              | Malcolm Hulke a Terrance Dicks  | David Maloney    | 19. dubna – 21. června 1969        |

### Třetí Doktor
Třetí Doktor byl ztvárněn Jonem Pertweem. Odsouzen k pobytu v exilu na Zemi a donucen k regeneraci v příběhu The War Games, Doktor tráví svůj čas prací pro mezinárodní vojenskou organizaci pro boj s mimozemským životem (UNIT). Po příběhu The Three Doctors Páni času zruší Doktorův exil, ale Doktor stále čas od času spolupracuje s UNIT. Třetí Doktor zregeneroval ve Čtvrtého v důsledku otravou radiací v závěru příběhu The Planet of Spiders.

#### Sedmá řada (1970)
Barry Letts se stal producentem po příběhu Spearhead from Space. Toto je první řada natáčená a vysílaná barevně. Pro přizpůsobení novým produkčním metodám byl snížen počet dílů v řadách – 6. řada má 44 dílů, 7. řada má 25 epizod. Po 22. řadě se počet dílů pohybuje mezi 20 až 26.
| Číslo | Název                        | Epizody   | Scénář                                                     | Režie                          | Premiéra                    |
| ----- | ---------------------------- | --------- | ---------------------------------------------------------- | ------------------------------ | --------------------------- |
| 051   | Spearhead from Space         | 4 epizody | Robert Holmes                                              | Derek Martinus                 | 3. – 24. ledna 1970         |
| 052   | Doctor Who and the Silurians | 7 epizod  | Malcolm Hulke                                              | Timothy Combe                  | 31. ledna – 14. března 1970 |
| 053   | The Ambassadors of Death     | 7 epizod  | David Whitaker, Trevor Ray, Terrance Dicks a Malcolm Hulke | Michael Ferguson               | 21. března – 2. května 1970 |
| 054   | Inferno                      | 7 epizod  | Don Houghton                                               | Douglas Camfield a Barry Letts | 9. května – 20. června 1970 |

#### Osmá řada (1971)
Příběhy v této řadě jsou volně propojeny a obsahují první setkání Doktora s Pánem času zvaným Vládce (The Master), který se objevuje jako protivník v každém příběhu této řady. V této řadě se poprvé objeví Doktorova společnice Jo Grant.
| Číslo | Název                | Epizody   | Scénář                                                       | Režie             | Premiéra                     |
| ----- | -------------------- | --------- | ------------------------------------------------------------ | ----------------- | ---------------------------- |
| 055   | Terror of the Autons | 4 epizody | Robert Holmes                                                | Barry Letts       | 2. – 20. ledna 1971          |
| 056   | The Mind of Evil     | 6 epizod  | Don Houghton                                                 | Timothy Combe     | 30. ledna – 6. března 1971   |
| 057   | The Claws of Axos    | 4 epizody | Bob Baker a Dave Martin                                      | Michael Ferguson  | 13. března – 3. dubna 1971   |
| 058   | Colony in Space      | 6 epizod  | Malcolm Hulke                                                | Michael E. Briant | 10. dubna – 15. května 1971  |
| 059   | The Dæmons           | 5 epizod  | Guy Leopold (pseudonym pro Roberta Slomana a Barryho Lettse) | Christopher Barry | 22. května – 19. června 1971 |

#### Devátá řada (1972)
Doktor stále cestuje s Jo Grantovou a poprvé se Třetí Doktor potkává s Daleky a po dlouhé době s Ledovými válečníky.
| Číslo | Název                | Epizody   | Scénář                        | Režie             | Premiéra                     |
| ----- | -------------------- | --------- | ----------------------------- | ----------------- | ---------------------------- |
| 060   | Day of the Daleks    | 4 epizody | Louis Marks                   | Paul Bernard      | 1. – 22. ledna 1972          |
| 061   | The Curse of Peladon | 4 epizody | Brian Hayles                  | Lennie květenne   | 29. ledna – 19. února 1972   |
| 062   | The Sea Devils       | 6 epizod  | Malcolm Hulke                 | Michael Briant    | 26. února – 1. dubna 1972    |
| 063   | The Mutants          | 6 epizod  | Bob Baker a Dave Martin       | Christopher Barry | 8. dubna – 13. května 1972   |
| 064   | The Time Monster     | 6 epizod  | Robert Sloman (a Barry Letts) | Paul Bernard      | 20. května – 24. června 1972 |

#### Desátá řada (1972–1973)
Zde odchází Doktorova společnice Jo Grant.
| Číslo | Název                | Epizody   | Scénář                        | Režie           | Premiéra                           |
| ----- | -------------------- | --------- | ----------------------------- | --------------- | ---------------------------------- |
| 065   | The Three Doctors    | 4 epizody | Bob Baker a Dave Martin       | Lennie květenne | 30. prosince 1972 – 20. ledna 1973 |
| 066   | Carnival of Monsters | 4 epizody | Robert Holmes                 | Barry Letts     | 27. ledna – 17. února 1973         |
| 067   | Frontier in Space    | 6 epizod  | Malcolm Hulke                 | Paul Bernard    | 24. února – 31. března 1973        |
| 068   | Planet of the Daleks | 6 epizod  | Terry Nation                  | David Maloney   | 7. dubna – 12. května 1973         |
| 069   | The Green Death      | 6 epizod  | Robert Sloman (a Barry Letts) | Michael Briant  | 19. května – 23. června 1973       |

#### Jedenáctá řada (1973–1974)
V této řadě se poprvé objevuje Doktorova společnice Sarah Jane Smith.
| Číslo | Název                     | Epizody   | Scénář                        | Režie           | Premiéra                          |
| ----- | ------------------------- | --------- | ----------------------------- | --------------- | --------------------------------- |
| 070   | The Time Warrior          | 4 epizody | Robert Holmes                 | Alan Bromly     | 15. prosince 1973 – 5. ledna 1974 |
| 071   | Invasion of the Dinosaurs | 6 epizod  | Malcolm Hulke                 | Paddy Russell   | 12. ledna – 16. února 1974        |
| 072   | Death to the Daleks       | 4 epizody | Terry Nation                  | Michael Briant  | 23. února – 16. března 1974       |
| 073   | The Monster of Peladon    | 6 epizod  | Brian Hayles                  | Lennie květenne | 23. března – 27. dubna 1974       |
| 074   | Planet of the Spiders     | 6 epizod  | Robert Sloman (a Barry Letts) | Barry Letts     | 4. května – 8. června 1974        |

### Čtvrtý Doktor
Čtvrtého Doktora hrál Tom Baker. Ten je dodnes tím, jenž hrál Doktora nejdéle ze všech.

#### Dvanáctá řada (1974–1975)
V této řadě se poprvé setkáváme s postavou Harryho Sullivana jako společníka.
| Číslo | Název                   | Epizody   | Scénář                           | Režie             | Premiéra                           |
| ----- | ----------------------- | --------- | -------------------------------- | ----------------- | ---------------------------------- |
| 075   | Robot                   | 4 epizody | Terrance Dicks                   | Christopher Barry | 28. prosinec 1974 – 18. leden 1975 |
| 076   | The Ark in Space        | 4 epizody | Robert Holmes (a John Lucarotti) | Rodney Bennett    | 25. leden – 15. únor 1975          |
| 077   | The Sontaran Experiment | 2 epizody | Bob Baker & Dave Martin          | Rodney Bennett    | 22. únor – 1. březen 1975          |
| 078   | Genesis of the Daleks   | 6 epizod  | Terry Nation                     | David Maloney     | 8. březen – 12. duben 1975         |
| 079   | Revenge of the Cybermen | 4 epizody | Gerry Davis                      | Michael Briant    | 19. duben – 10. květen 1975        |

#### Třináctá řada (1975–1976)
Během této řady odešel společník Harry Sullivan. Stále zůstala Sarah Jane Smith.
| Číslo | Název                | Epizody   | Scénář                                                             | Režie             | Premiéra                         |
| ----- | -------------------- | --------- | ------------------------------------------------------------------ | ----------------- | -------------------------------- |
| 080   | Terror of the Zygons | 4 epizody | Robert Banks Stewart                                               | Douglas Camfield  | 30. srpen – 20. září 1975        |
| 081   | Planet of Evil       | 4 epizody | Louis Marks                                                        | David Maloney     | 27. září – 18. říjen 1975        |
| 082   | Pyramids of Mars     | 4 epizody | Stephen Harris (pseudonym pro Roberta Holmese and Lewise Greifera) | Paddy Russell     | 25. říjen – 15. listopad 1975    |
| 083   | The Android Invasion | 4 epizody | Terry Nation                                                       | Barry Letts       | 22. listopad – 13. prosinec 1975 |
| 084   | The Brain of Morbius | 4 epizody | Robin Bland (pseudonym pro Terrance Dickse a Roberta Holmese)      | Christopher Barry | 3. – 24. leden 1976              |
| 085   | The Seeds of Doom    | 6 epizod  | Robert Banks Stewart                                               | Douglas Camfield  | 31. leden – 6. březen 1976       |

#### Čtrnáctá řada (1976–1977)
Elizabeth Sladen (hrající Sarah Jane Smithovou) tuto řadu seriál opustila a byla nahrazena Louise Jameson (hrající Leelu). V této řadě se také objevil první díl, kde Doktor neměl žádného společníka, The Deadly Assassin.
| Číslo | Název                     | Epizody   | Scénář                                 | Režie           | Premiéra                       |
| ----- | ------------------------- | --------- | -------------------------------------- | --------------- | ------------------------------ |
| 086   | The Masque of Mandragora  | 4 epizody | Louis Marks                            | Rodney Bennett  | 4. – 25. září 1976             |
| 087   | The Hand of Fear          | 4 epizody | Bob Baker & Dave Martin                | Lennie Mayne    | 2. – 23. října 1976            |
| 088   | The Deadly Assassin       | 4 epizody | Robert Holmes                          | David Maloney   | 30. října – 20. listopadu 1976 |
| 089   | The Face of Evil          | 4 epizody | Chris Boucher                          | Pennant Roberts | 1. – 22. ledna 1977            |
| 090   | The Robots of Death       | 4 epizody | Chris Boucher                          | Michael Briant  | 29. ledna – 19. února 1977     |
| 091   | The Talons of Weng-Chiang | 6 epizod  | Robert Holmes (a Robert Banks Stewart) | David Maloney   | 26. února – 2. dubna 1977      |

#### Patnáctá řada (1977–1978)
S Doktorem stále cestuje divoška Leela.
| Číslo | Název                | Epizody   | Scénář                                                            | Režie                 | Premiéra                          |
| ----- | -------------------- | --------- | ----------------------------------------------------------------- | --------------------- | --------------------------------- |
| 092   | Horror of Fang Rock  | 4 epizody | Terrance Dicks                                                    | Paddy Russell         | 3. – 24. září 1977                |
| 093   | The Invisible Enemy  | 4 epizody | Bob Baker & Dave Martin                                           | Derrick Goodwin       | 1. – 22. října 1977               |
| 094   | Image of the Fendahl | 4 epizody | Chris Boucher                                                     | George Spenton-Foster | 29. října – 19. listopadu 1977    |
| 095   | The Sun Makers       | 4 epizody | Robert Holmes                                                     | Pennant Roberts       | 26. listopadu – 17. prosince 1977 |
| 096   | Underworld           | 4 epizody | Bob Baker & Dave Martin                                           | Norman Stewart        | 7. – 28. ledna 1978               |
| 097   | The Invasion of Time | 6 epizod  | David Agnew (pseudonym pro Grahama Williamse and Anthonyho Reada) | Gerald Blake          | 4. února – 11. března 1978        |

#### Šestnáctá řada (1978–1979)
Tato řada byla nazývána jako The Key to Time. Pod tímto názvem byla později vydána na DVD. Doktor zde dostal novou společnici – Paní času Romanu I.
| Číslo | Název                 | Epizody   | Scénář                  | Režie                 | Premiéra                           |
| ----- | --------------------- | --------- | ----------------------- | --------------------- | ---------------------------------- |
| 098   | The Ribos Operation   | 4 epizody | Robert Holmes           | George Spenton-Foster | 2. – 23. září 1978                 |
| 099   | The Pirate Planet     | 4 epizody | Douglas Adams           | Pennant Roberts       | 30. září – 21. října 1978          |
| 100   | The Stones of Blood   | 4 epizody | David Fisher            | Darrol Blake          | 28. října – 18. listopadu 1978     |
| 101   | The Androids of Tara  | 4 epizody | David Fisher            | Michael Hayes         | 25. listopadu – 16. prosince 1978  |
| 102   | The Power of Kroll    | 4 epizody | Robert Holmes           | Norman Stewart        | 23. prosince 1978 – 13. ledna 1979 |
| 103   | The Armageddon Factor | 6 epizod  | Bob Baker a Dave Martin | Michael Hayes         | 20. ledna – 24. února 1979         |

#### Sedmnáctá řada (1979–1980)
Romana I. zregeneruje do Romany II. S Doktorem tedy létá v Tardis nová tvář.
| Číslo | Název                     | Epizody   | Scénář                                                                          | Režie             | Premiéra                           |
| ----- | ------------------------- | --------- | ------------------------------------------------------------------------------- | ----------------- | ---------------------------------- |
| 104   | Destiny of the Daleks     | 4 epizody | Terry Nation                                                                    | Ken Grieve        | 1. – 22. září 1979                 |
| 105   | City of Death             | 4 epizody | David Agnew (pseudonym pro Douglase Adamse, Grahama Williamse a Davida Fishera) | Michael Hayes     | 29. září – 20. října 1979          |
| 106   | The Creature from the Pit | 4 epizody | David Fisher                                                                    | Christopher Barry | 27. října – 17. listopadu 1979     |
| 107   | Nightmare of Eden         | 4 epizody | Bob Baker                                                                       | Alan Bromly       | 24. listopadu – 15. prosince 1979  |
| 108   | The Horns of Nimon        | 4 epizody | Anthony Read                                                                    | Kenny McBain      | 22. prosince 1979 – 12. ledna 1980 |
| —     | Shada                     | 6 epizod  | Douglas Adams                                                                   | Pennant Roberts   | Nevysíláno                         |

Natáčení příběhu Shada nebylo kvůli stávce v BBC dokončeno, takže epizody nikdy nebyly odvysílány (měly být uvedeny od 19. ledna 1980 do 23. února 1980). V roce 2017 vydala BBC celý příběh na DVD a Blu-ray: podle původního scénáře byly nenatočené scény nahrazeny nově vytvořenými animacemi a původní herecké obsazení rovněž nahrálo chybějící části dialogů.

#### Osmnáctá řada (1980–1981)
Díly Full Circle, State of Decay a Warriors' Gate představují Doktorova dobrodružství v E-Space. Podle toho jsou dohromady nazývány The E-Space Trilogy.
Díly The Keeper of Traken, Logopolis a Castrovalva (z 19. řady) představují Doktorova dobrodružství s Vládcem. Jsou dohromady nazývány New Begginnings.
Doktor se zde loučí s Romanou II. i s K-9. Přichází nový společník Adric a v jeho závěrečné epizodě i společnice Nyssa a Tegan Jovanka.
| Číslo | Název                | Epizody   | Scénář                           | Režie                      | Premiéra                          |
| ----- | -------------------- | --------- | -------------------------------- | -------------------------- | --------------------------------- |
| 109   | The Leisure Hive     | 4 epizody | David Fisher                     | Lovett Bickford            | 30. srpna – 20. září 1980         |
| 110   | Meglos               | 4 epizody | John Flanagan a Andrew McCulloch | Terence Dudley             | 27. září – 18. října 1980         |
| 111   | Full Circle          | 4 epizody | Andrew Smith                     | Peter Grimwade             | 25. října – 15. listopadu 1980    |
| 112   | State of Decay       | 4 epizody | Terrance Dicks                   | Peter Moffatt              | 22. listopadu – 13. prosince 1980 |
| 113   | Warriors' Gate       | 4 epizody | Stephen Gallagher                | Paul Joyce & Graeme Harper | 3. – 24. ledna 1981               |
| 114   | The Keeper of Traken | 4 epizody | Johnny Byrne                     | John Black                 | 31. – 21. února 1981              |
| 115   | Logopolis            | 4 epizody | Christopher H. Bidmead           | Peter Grimwade             | 28. února – 21. března 1981       |

### Pátý Doktor
Pátého Doktora hrál Peter Davison.

#### Devatenáctá řada (1982)
| Číslo | Název            | Epizody   | Scénář                 | Režie          | Premiéra              |
| ----- | ---------------- | --------- | ---------------------- | -------------- | --------------------- |
| 116   | Castrovalva      | 4 epizody | Christopher H. Bidmead | Fiona Cumming  | 4. – 12. ledna 1982   |
| 117   | Four to Doomsday | 4 epizody | Terence Dudley         | John Black     | 18. – 26. ledna 1982  |
| 118   | Kinda            | 4 epizody | Christopher Bailey     | Peter Grimwade | 1. – 9. února 1982    |
| 119   | The Visitation   | 4 epizody | Eric Saward            | Peter Moffatt  | 15. – 23. února 1982  |
| 120   | Black Orchid     | 2 epizody | Terence Dudley         | Ron Jones      | 1. – 2. března 1982   |
| 121   | Earthshock       | 4 epizody | Eric Saward            | Peter Grimwade | 8. – 16. března 1982  |
| 122   | Time-Flight      | 4 epizody | Peter Grimwade         | Ron Jones      | 22. – 30. března 1982 |

#### Dvacátá řada (1983)
Díly Mawdryn Undead, Terminus a Enlightenment jsou nazývány dohromady jako The Black Guardian Trilogy.
| Číslo | Název             | Epizody   | Scénář             | Režie         | Premiéra              |
| ----- | ----------------- | --------- | ------------------ | ------------- | --------------------- |
| 123   | Arc of Infinity   | 4 epizody | Johnny Byrne       | Ron Jones     | 3. – 12. ledna 1983   |
| 124   | Snakedance        | 4 epizody | Christopher Bailey | Fiona Cumming | 18. – 26. ledna 1983  |
| 125   | Mawdryn Undead    | 4 epizody | Peter Grimwade     | Peter Moffatt | 1. – 9. února 1983    |
| 126   | Terminus          | 4 epizody | Stephen Gallagher  | Mary Ridge    | 15. – 23. února 1983  |
| 127   | Enlightenment     | 4 epizody | Barbara Clegg      | Fiona Cumming | 1. – 9. března 1983   |
| 128   | The King's Demons | 2 epizody | Terence Dudley     | Tony Virgo    | 15. – 16. března 1983 |

Speciál (1983)
Speciál k 20. výročí seriálu. Setkali se zde Pátý (Peter Davison), Třetí (Jon Pertwee), Druhý (Patrick Troughton) a První Doktor (Richard Hurndall). Tom Baker jako Čtvrtý Doktor se odmítl zúčastnit v důsledku neshod s producentem. Jeho absence byla v příběhu řádně vyřešena.
| Číslo | Název            | Epizody              | Scénář         | Režie         | Premiéra                                         |
| ----- | ---------------- | -------------------- | -------------- | ------------- | ------------------------------------------------ |
| 129   | The Five Doctors | 1 epizoda (90 minut) | Terrance Dicks | Peter Moffatt | 23. listopadu 1983 (USA) 25. listopadu 1983 (UK) |

#### Dvacátá první řada (1984)
| Číslo | Název                      | Epizody             | Scénář                 | Režie               | Premiéra                   |
| ----- | -------------------------- | ------------------- | ---------------------- | ------------------- | -------------------------- |
| 130   | Warriors of the Deep       | 4 epizody           | Johnny Byrne           | Pennant Roberts     | 5. – 13. ledna 1984        |
| 131   | The Awakening              | 2 epizody           | Eric Pringle           | Michael Owen Morris | 19. – 20. ledna 1984       |
| 132   | Frontios                   | 4 epizody           | Christopher H. Bidmead | Ron Jones           | 26. ledna – 3. února 1984  |
| 133   | Resurrection of the Daleks | 2 epizody (45 min.) | Eric Saward            | Matthew Robinson    | 8. – 15. února 1984        |
| 134   | Planet of Fire             | 4 epizody           | Peter Grimwade         | Fiona Cumming       | 23. února – 2. března 1984 |
| 135   | The Caves of Androzani     | 4 epizody           | Robert Holmes          | Graeme Harper       | 8. – 16. března 1984       |

### Šestý Doktor
Šestého Doktora hrál Colin Baker, společnice zůstala a to Peri.

#### Dvacátá první řada (1984), pokračování
| Číslo | Název            | Epizody   | Scénář         | Režie         | Premiéra              |
| ----- | ---------------- | --------- | -------------- | ------------- | --------------------- |
| 136   | The Twin Dilemma | 4 epizody | Anthony Steven | Peter Moffatt | 22. – 30. března 1984 |

#### Dvacátá druhá řada (1985)
Šestý Doktor pokračuje v dobrodružstvích s Peri Brown.
| Číslo | Název                    | Epizody   | Scénář              | Režie            | Premiéra                   |
| ----- | ------------------------ | --------- | ------------------- | ---------------- | -------------------------- |
| 137   | Attack of the Cybermen   | 2 epizody | Paula Moore         | Matthew Robinson | 5. – 12. ledna 1985        |
| 138   | Vengeance on Varos       | 2 epizody | Philip Martin       | Ron Jones        | 19. – 26. ledna 1985       |
| 139   | The Mark of the Rani     | 2 epizody | Pip a Jane Bakerovi | Sarah Hellings   | 2. – 9. února 1985         |
| 140   | The Two Doctors          | 3 epizody | Robert Holmes       | Peter Moffatt    | 16. února – 2. března 1985 |
| 141   | Timelash                 | 2 epizody | Glen McCoy          | Pennant Roberts  | 9. – 16. března 1985       |
| 142   | Revelation of the Daleks | 2 epizody | Eric Saward         | Graeme Harper    | 23. – 30. března 1985      |

#### Dvacátá třetí řada (1986)
Seriál se navrátil po 18 měsíční prodlevě. Celá řada se nazývá The Trial of a Time Lord a je rozdělena do čtyř částí s vlastními produkčními názvy. Společnice Peri byla v průběhu vyměněna za novou – Melanie Bush.
| Číslo | Název                  | Epizody                           | Scénář                              | Režie            | Premiéra                         |
| ----- | ---------------------- | --------------------------------- | ----------------------------------- | ---------------- | -------------------------------- |
| 143   | The Mysterious Planet  | 4 epizody                         | Robert Holmes                       | Nicholas Mallett | 6. – 27. září 1986               |
| 143   | Mindwarp               | 4 epizody                         | Philip Martin                       | Ron Jones        | 4. – 25. října 1986              |
| 143   | Terror of the Vervoids | 4 epizody                         | Pip a Jane Bakerovi                 | Chris Clough     | 1. – 22. listopadu 1986          |
| 143   | The Ultimate Foe       | 2 epizody (epizoda 2 má 30 minut) | Robert Holmes a Pip a Jane Bakerovi | Chris Clough     | 29. listopadu – 6. prosince 1986 |

### Sedmý Doktor
Sedmého Doktora hrál Sylvester McCoy a společnicí byla Mel Bush. Sedmý je zároveň posledním Doktorem klasické éry.

#### Dvacátá čtvrtá řada (1987)
| Číslo | Název                   | Epizody   | Scénář              | Režie            | Premiéra                         |
| ----- | ----------------------- | --------- | ------------------- | ---------------- | -------------------------------- |
| 144   | Time and the Rani       | 4 epizody | Pip a Jane Bakerovi | Andrew Morgan    | 7. – 28. září 1987               |
| 145   | Paradise Towers         | 4 epizody | Stephen Wyatt       | Nicholas Mallett | 5. – 26. října 1987              |
| 146   | Delta and the Bannermen | 3 epizody | Malcolm Kohll       | Chris Clough     | 2. – 16. listopadu 1987          |
| 147   | Dragonfire              | 3 epizody | Ian Briggs          | Chris Clough     | 23. listopadu – 7. prosince 1987 |

#### Dvacátá pátá řada (1988–1989)
Sedmý Doktor dostává novou společnici a to zbloudilou Ace, která mu neřekne jinak, než „Profesore“. Hrála ji herečka Sophie Aldred.
| Číslo | Název                           | Epizody   | Scénář          | Režie         | Premiéra                                                               |
| ----- | ------------------------------- | --------- | --------------- | ------------- | ---------------------------------------------------------------------- |
| 148   | Remembrance of the Daleks       | 4 epizody | Ben Aaronovitch | Andrew Morgan | 5. – 26. října 1988                                                    |
| 149   | The Happiness Patrol            | 3 epizody | Graeme Curry    | Chris Clough  | 2. – 16. listopadu 1988                                                |
| 150   | Silver Nemesis                  | 3 epizody | Kevin Clarke    | Chris Clough  | 23. listopadu – 7. prosince 1988 (UK) 25. listopadu 1988 (Nový Zéland) |
| 151   | The Greatest Show in the Galaxy | 4 epizody | Stephen Wyatt   | Alan Wareing  | 14. prosince 1988 – 4. ledna 1989                                      |

#### Dvacátá šestá řada (1989)
Poslední řada klasického Pán času. Sedmý Doktor i zde cestuje se společnicí Ace.
| Číslo | Název               | Epizody   | Scénář          | Režie            | Premiéra                         |
| ----- | ------------------- | --------- | --------------- | ---------------- | -------------------------------- |
| 152   | Battlefield         | 4 epizody | Ben Aaronovitch | Michael Kerrigan | 6. – 27. září 1989               |
| 153   | Ghost Light         | 3 epizody | Marc Platt      | Alan Wareing     | 4. – 18. října 1989              |
| 154   | The Curse of Fenric | 4 epizody | Ian Briggs      | Nicholas Mallett | 25. října – 15. listopadu 1989   |
| 155   | Survival            | 3 epizody | Rona Munro      | Alan Wareing     | 22. listopadu – 6. prosince 1989 |

### Osmý Doktor
Osmého Doktora hrál Paul McGann, který se později vrátil v miniepizodě „The Night of the Doctor“. Televizní film má délku 89 minut, v Česku byl nejprve vydán na VHS a později také vysílán v televizi.

#### Televizní film (1996)
| Č. v seriálu | Původní název | Český název | Režie        | Scénář         | Premiéra                                                            | Premiéra v Česku |
| ------------ | ------------- | ----------- | ------------ | -------------- | ------------------------------------------------------------------- | ---------------- |
| 156          | Doctor Who    | Boj s časem | Geoffrey Sax | Matthew Jacobs | 12. května 1996 (Kanada) 14. května 1996 (USA) 27. května 1996 (UK) | 1999             |

### Devátý Doktor
V roce 2005, tedy po 16leté přestávce, byl televizní seriál znovu obnoven s Christopherem Ecclestonem v hlavní roli Devátého Doktora. Délka jednotlivých dílů byla prodloužena na 45 minut a každý díl opět získal svůj vlastní název (poprvé od roku 1966). Většina příběhů má však pouze jeden díl. 
Showrunner obnoveného seriálu Russell T. Davies přišel s nápadem, že po zrušení seriálu a po filmu odvysílaném roku 1996 se děj seriálu nezastavil a proběhla tzv. časová válka, kdy proti sobě válčily dvě mocné rasy – Dalekové a Páni času. Páni času válku nepřežili, a tak se z Doktora stal Pán času poslední svého druhu. Při 50. výročí seriálu v roce 2013 bylo slavnostně odhaleno, že mezi osmým a devátým Doktorem byla ještě jedna inkarnace (John Hurt), která není hodna jména Doktora. Díky tomu Christopher Eccleston hraje ve skutečnosti Doktora desátého.
Číslování řad v obnoveném seriálu probíhalo do roku 2023 opět od jedničky.

#### První řada (2005)
Obnovený seriál přináší do příběhu koncept Časové války, která zničila celý druh Pánů Času, tudíž je Doktor poslední z nich. Společnicí se stala Rose Tylerová, prodavačka v obchodě a dospělá dívka, která neví co s životem. Společně musí vyřešit tajemství Zlého Vlka, které se objevuje po celém vesmíru.
| Č. v seriálu | Č. v řadě | Původní název                    | Český název                           | Režie       | Scénář           | Premiéra ve VB                 | Premiéra v Česku (ČT2)     |
| ------------ | --------- | -------------------------------- | ------------------------------------- | ----------- | ---------------- | ------------------------------ | -------------------------- |
| 157          | 1         | Rose                             | Rose                                  | Keith Boak  | Russell T Davies | 26. března 2005                | 2. září 2013               |
| 158          | 2         | The End of the World             | Konec světa                           | Euros Lyn   | Russell T Davies | 2. dubna 2005                  | 3. září 2013               |
| 159          | 3         | The Unquiet Dead                 | Nepokojná mrtvá                       | Euros Lyn   | Mark Gatiss      | 9. dubna 2005                  | 4. září 2013               |
| 160          | 45        | Aliens of LondonWorld War Three  | Vetřelci v LondýněTřetí světová válka | Keith Boak  | Russell T Davies | 16. dubna 200523. dubna 2005   | 5. září 20136. září 2013   |
| 161          | 6         | Dalek                            | Dalek                                 | Joe Ahearne | Robert Shearman  | 30. dubna 2005                 | 9. září 2013               |
| 162          | 7         | The Long Game                    | Dlouhá hra                            | Brian Grant | Russell T Davies | 7. května 2005                 | 10. září 2013              |
| 163          | 8         | Father's Day                     | Den otce                              | Joe Ahearne | Paul Cornell     | 14. května 2005                | 11. září 2013              |
| 164          | 910       | The Empty ChildThe Doctor Dances | Prázdné dítěDoktor tančí              | James Hawes | Steven Moffat    | 21. května 200528. května 2005 | 12. září 201313. září 2013 |
| 165          | 11        | Boom Town                        | Město na odstřel                      | Joe Ahearne | Russell T Davies | 4. června 2005                 | 16. září 2013              |
| 166          | 1213      | Bad WolfThe Parting of Ways      | Zlý vlkKaždý svou cestou              | Joe Ahearne | Russell T Davies | 11. června 200518. června 2005 | 17. září 201318. září 2013 |

### Desátý Doktor
Desátého Doktora hrál David Tennant. 

#### Druhá řada (2006)
Doktor po zkušenosti s časovým vírem regeneruje do jeho 10. podoby. Společnocí je stále Rose Tylerová. Do této řady je zakomponován i základ pozdějšího spin-offu jménem Torchwood, který se zaměřil na postavu kapitána Jacka Harknesse.
Ke konci čtvrté řady desátý Doktor regeneruje. Energii, která by mu změnila tvář a osobnost, dokáže Doktor přesměrovat jinam, a tak regeneruje bez toho, aby se změnil, tj. zregeneruje pouze jeho zraněné tělo. Díky tomu je desátý Doktor ve skutečnosti 11. a 12. inkarnace.
Speciál
| Č. v seriálu | Č. v řadě | Původní název          | Český název    | Režie       | Scénář           | Premiéra ve VB    | Premiéra v Česku (ČT2) |
| ------------ | --------- | ---------------------- | -------------- | ----------- | ---------------- | ----------------- | ---------------------- |
| 167          | -         | The Christmas Invasion | Vánoční invaze | James Hawes | Russell T Davies | 25. prosince 2005 | 19. září 2013          |

Řada
| Č. v seriálu | Č. v řadě | Původní název                        | Český název                  | Režie         | Scénář           | Premiéra ve VB                   | Premiéra v Česku (ČT2)     |
| ------------ | --------- | ------------------------------------ | ---------------------------- | ------------- | ---------------- | -------------------------------- | -------------------------- |
| 168          | 1         | New Earth                            | Nová Země                    | James Hawes   | Russell T Davies | 15. dubna 2006                   | 20. září 2013              |
| 169          | 2         | Tooth and Claw                       | Zub a spár                   | Euros Lyn     | Russell T Davies | 22. dubna 2006                   | 23. září 2013              |
| 170          | 3         | School Reunion                       | Setkání spolužáků            | James Hawes   | Toby Whithouse   | 29. dubna 2006                   | 24. září 2013              |
| 171          | 4         | The Girl in the Fireplace            | Dívka v krbu                 | Euros Lyn     | Steven Moffat    | 6. května 2006                   | 25. září 2013              |
| 172          | 56        | Rise of the CybermenThe Age of Steel | Vzestup KyberlidíVěk oceli   | Graeme Harper | Tom MacRae       | 13. května 200620. května 2006   | 26. září 201327. září 2013 |
| 173          | 7         | The Idiot's Lantern                  | Hlupákova lucerna            | Euros Lyn     | Mark Gatiss      | 27. května 2006                  | 30. září 2013              |
| 174          | 89        | The Impossible PlanetThe Satan Pit   | Nemožná planetaSatanova past | James Strong  | Matt Jones       | 3. června 200610. června 2006    | 1. října 20132. října 2013 |
| 175          | 10        | Love & Monsters                      | Láska a nestvůry             | Dan Zeff      | Russell T Davies | 17. června 2006                  | 3. října 2013              |
| 176          | 11        | Fear Her                             | Kdo se bojí Chloe            | Euros Lyn     | Matthew Graham   | 24. června 2006                  | 4. října 2013              |
| 177          | 1213      | Army of GhostsDoomsday               | Armáda duchůSoudný den       | Graeme Harper | Russell T Davies | 1. července 20068. července 2006 | 7. října 20138. října 2013 |

#### Třetí řada (2007)
V této řadě se poprvé objevuje Martha Jonesová. Mezi hlavní zápletky této řady patří tajemství tváře z Boe, tajemný pan Saxon a Doktorovo vyrovnávání se se ztrátou Rose Tylerové.
Speciál
| Č. v seriálu | Č. v řadě | Původní název     | Český název      | Režie     | Scénář           | Premiéra ve VB    | Premiéra v Česku (ČT2) |
| ------------ | --------- | ----------------- | ---------------- | --------- | ---------------- | ----------------- | ---------------------- |
| 178          | -         | The Runaway Bride | Nevěsta na útěku | Euros Lyn | Russell T Davies | 25. prosince 2006 | 9. října 2013          |

Řada
| Č. v seriálu | Č. v řadě | Původní název                                  | Český název                          | Režie                                    | Scénář            | Premiéra ve VB                                | Premiéra v Česku (ČT2)                     |
| ------------ | --------- | ---------------------------------------------- | ------------------------------------ | ---------------------------------------- | ----------------- | --------------------------------------------- | ------------------------------------------ |
| 179          | 1         | Smith and Jones                                | Smith a Jonesová                     | Charles Palmer                           | Russell T Davies  | 31. března 2007                               | 10. října 2013                             |
| 180          | 2         | The Shakespeare Code                           | Šifra mistra Shakespeara             | Charles Palmer                           | Gareth Roberts    | 7. dubna 2007                                 | 11. října 2013                             |
| 181          | 3         | Gridlock                                       | Zácpa                                | Richard Clark                            | Russell T Davies  | 14. dubna 2007                                | 14. října 2013                             |
| 182          | 45        | Daleks in ManhattanEvolution of the Daleks     | Dalekové na ManhattanuEvoluce Daleků | James Strong                             | Helen Raynor      | 21. dubna 200728. dubna 2007                  | 15. října 201316. října 2013               |
| 183          | 6         | The Lazarus Experiment                         | Lazarův experiment                   | Richard Clark                            | Stephen Greenhorn | 5. května 2007                                | 17. října 2013                             |
| 184          | 7         | 42                                             | 42 minut                             | Graeme Harper                            | Chris Chibnall    | 19. května 2007                               | 18. října 2013                             |
| 185          | 89        | Human NatureThe Family of Blood                | Lidská povahaRodina krve             | Charles Palmer                           | Paul Cornell      | 26. května 20072. června 2007                 | 21. října 201322. října 2013               |
| 186          | 10        | Blink                                          | Ani mrk                              | Hettie McDonaldová                       | Steven Moffat     | 9. června 2007                                | 23. října 2013                             |
| 187          | 111213    | UtopiaThe Sound of DrumsLast of the Time Lords | UtopieZvuk bubnůPoslední z Pánů času | Graeme Harper (11)Colin Teague (12 a 13) | Russell T Davies  | 16. června 200723. června 200730. června 2007 | 24. října 201325. října 201329. října 2013 |

#### Čtvrtá řada (2008)
V této řadě se Doktorovou společnicí stává Donna Nobleová (Caterine Tate).
Speciál
| Č. v seriálu | Č. v řadě | Původní název        | Český název        | Režie        | Scénář           | Premiéra ve VB    | Premiéra v Česku (ČT2) |
| ------------ | --------- | -------------------- | ------------------ | ------------ | ---------------- | ----------------- | ---------------------- |
| 188          | -         | Voyage of the Damned | Plavba zatracených | James Strong | Russell T Davies | 25. prosince 2007 | 30. října 2013         |

Řada
| Č. v seriálu | Č. v řadě | Původní název                            | Český název                   | Režie              | Scénář            | Premiéra ve VB                  | Premiéra v Česku (ČT2)               |
| ------------ | --------- | ---------------------------------------- | ----------------------------- | ------------------ | ----------------- | ------------------------------- | ------------------------------------ |
| 189          | 1         | Partners in Crime                        | Komplicové                    | James Strong       | Russell T Davies  | 5. dubna 2008                   | 31. října 2013                       |
| 190          | 2         | The Fires of Pompeii                     | Ohně Pompejí                  | Colin Teague       | James Moran       | 12. dubna 2008                  | 4. listopadu 2013                    |
| 191          | 3         | Planet of the Ood                        | Planeta Oodů                  | Graeme Harper      | Keith Temple      | 19. dubna 2008                  | 5. listopadu 2013                    |
| 192          | 45        | The Sontaran StratagemThe Poison Sky     | Sontaranská lestOtrávené nebe | Douglas Mackinnon  | Helen Raynor      | 26. dubna 20083. května 2008    | 6. listopadu 20137. listopadu 2013   |
| 193          | 6         | The Doctor's Daughter                    | Doktorova dcera               | Alice Troughtonová | Stephen Greenhorn | 10. května 2008                 | 8. listopadu 2013                    |
| 194          | 7         | The Unicorn and the Wasp                 | Jednorožec a vosa             | Graeme Harper      | Gareth Roberts    | 17. května 2008                 | 11. listopadu 2013                   |
| 195          | 89        | Silence in the LibraryForest of the Dead | Ticho v knihovněLes mrtvých   | Euros Lyn          | Steven Moffat     | 31. května 20087. června 2008   | 12. listopadu 201313. listopadu 2013 |
| 196          | 10        | Midnight                                 | Planeta Midnight              | Alice Troughtonová | Russell T Davies  | 14. června 2008                 | 14. listopadu 2013                   |
| 197          | 11        | Turn Left                                | Odboč vlevo                   | Graeme Harper      | Russell T Davies  | 21. června 2008                 | 15. listopadu 2013                   |
| 198          | 1213      | The Stolen EarthJourney's End            | Ukradená ZeměKonec cesty      | Graeme Harper      | Russell T Davies  | 28. června 20085. července 2008 | 18. listopadu 201319. listopadu 2013 |

#### Speciály (2008–2010)
Speciály ukazují konec Desátého Doktora. Jsou zde uzavřené díly, ale i poslední dvojdíl, který ukazuje souboj Doktora a Vládce a nakonec jejich spojení proti Pánům času. Na konci Desátý doktor regeneruje do Jedenáctého Doktora.
| Č. v seriálu | Č. v řadě | Původní název                                        | Český název                            | Režie         | Scénář                            | Premiéra ve VB                 | Premiéra v Česku (ČT2)               |
| ------------ | --------- | ---------------------------------------------------- | -------------------------------------- | ------------- | --------------------------------- | ------------------------------ | ------------------------------------ |
| 199          | –         | The Next Doctor                                      | Další doktor                           | Andy Goddard  | Russell T Davies                  | 25. prosince 2008              | 20. listopadu 2013                   |
| 200          | 1         | Planet of the Dead                                   | Planeta mrtvých                        | James Strong  | Russell T Davies & Gareth Roberts | 11. dubna 2009                 | 21. listopadu 2013                   |
| 201          | 2         | The Waters of Mars                                   | Vody Marsu                             | Graeme Harper | Russell T Davies & Phil Ford      | 15. listopadu 2009             | 22. listopadu 2013                   |
| 202          | 34        | The End of Time – Part OneThe End of Time – Part Two | Konec času, 1. částKonec času, 2. část | Euros Lyn     | Russell T Davies                  | 25. prosince 20091. ledna 2010 | 25. listopadu 201326. listopadu 2013 |

### Jedenáctý Doktor
Jedenáctého Doktora hrál Matt Smith. Ve skutečnosti je tento Doktor třináctý.

#### Pátá řada (2010)
V této řadě dochází ke kompletní výměně prostředí: nový Doktor, nová TARDIS, noví společníci, nový scenárista, nová úvodní znělka, noví Dalekové, nový časový vír atd. Doktorovými společníky se stávají Amy Pondová a Rory Williams.
| Č. v seriálu | Č. v řadě | Původní název                     | Český název                     | Režie                 | Scénář         | Premiéra ve VB                 | Premiéra v Česku (ČT2)             |
| ------------ | --------- | --------------------------------- | ------------------------------- | --------------------- | -------------- | ------------------------------ | ---------------------------------- |
| 203          | 1         | The Eleventh Hour                 | Jedenáctá hodina                | Adam Smith            | Steven Moffat  | 3. dubna 2010                  | 27. listopadu 2013                 |
| 204          | 2         | The Beast Below                   | Stvůra z podpalubí              | Andrew Gunn           | Steven Moffat  | 10. dubna 2010                 | 28. listopadu 2013                 |
| 205          | 3         | Victory of the Daleks             | Vítězství Daleků                | Andrew Gunn           | Mark Gatiss    | 17. dubna 2010                 | 29. listopadu 2013                 |
| 206          | 45        | The Time of AngelsFlesh and Stone | Čas andělůZ masa a kamene       | Adam Smith            | Steven Moffat  | 24. dubna 20101. května 2010   | 3. prosince 20134. prosince 2013   |
| 207          | 6         | The Vampires of Venice            | Upíři benátští                  | Jonny Campbell        | Toby Whithouse | 8. května 2010                 | 5. prosince 2013                   |
| 208          | 7         | Amy's Choice                      | Amyina volba                    | Catherine Morsheadová | Simon Nye      | 15. května 2010                | 6. prosince 2013                   |
| 209          | 89        | The Hungry EarthCold Blood        | Hladová ZeměChladnokrevní       | Ashley Way            | Chris Chibnall | 22. května 201029. května 2010 | 9. prosince 201310. prosince 2013  |
| 210          | 10        | Vincent and the Doctor            | Vincent a Doktor                | Jonny Campbell        | Richard Curtis | 5. června 2010                 | 11. prosince 2013                  |
| 211          | 11        | The Lodger                        | Nájemník                        | Catherine Morsheadová | Gareth Roberts | 12. června 2010                | 12. prosince 2013                  |
| 212          | 1213      | The Pandorica OpensThe Big Bang   | Pandorika se otevíráVelký třesk | Toby Haynes           | Steven Moffat  | 19. června 201026. června 2010 | 13. prosince 201316. prosince 2013 |

#### Šestá řada (2011)
Tato řada rozvine zápletku s tajemným Tichem a Doktorovou předpovězenou smrtí. Je v ní také rozuzleno tajemství River Songové.
Speciál
| Č. v seriálu | Č. v řadě | Původní název     | Český název    | Režie       | Scénář        | Premiéra ve VB    | Premiéra v Česku (ČT2) |
| ------------ | --------- | ----------------- | -------------- | ----------- | ------------- | ----------------- | ---------------------- |
| 213          | –         | A Christmas Carol | Vánoční koleda | Toby Haynes | Steven Moffat | 25. prosince 2010 | 17. prosince 2013      |

Řada
| Č. v seriálu | Č. v řadě | Původní název                           | Český název                 | Režie          | Scénář           | Premiéra ve VB                 | Premiéra v Česku (ČT2)             |
| ------------ | --------- | --------------------------------------- | --------------------------- | -------------- | ---------------- | ------------------------------ | ---------------------------------- |
| 214          | 12        | The Impossible AstronautDay of the Moon | Nemožný astronautDen Měsíce | Toby Haynes    | Steven Moffat    | 23. dubna 201130. dubna 2011   | 18. prosince 201319. prosince 2013 |
| 215          | 3         | The Curse of the Black Spot             | Kletba černé skvrny         | Jeremy Webb    | Stephen Thompson | 7. května 2011                 | 20. prosince 2013                  |
| 216          | 4         | The Doctor's Wife                       | Doktorova žena              | Richard Clark  | Neil Gaiman      | 14. května 2011                | 6. ledna 2014                      |
| 217          | 56        | The Rebel FleshThe Almost People        | Vzpoura dvojníkůSkoro lidé  | Julian Simpson | Matthew Graham   | 21. května 201128. května 2011 | 7. ledna 20148. ledna 2014         |
| 218          | 7         | A Good Man Goes to War                  | Dobrý muž jde do války      | Peter Hoar     | Steven Moffat    | 4. června 2011                 | 9. ledna 2014                      |
| 219          | 8         | Let's Kill Hitler                       | Zabijeme Hitlera            | Richard Senior | Steven Moffat    | 27. srpna 2011                 | 10. ledna 2014                     |
| 220          | 9         | Night Terrors                           | Noční můry                  | Richard Clark  | Mark Gatiss      | 3. září 2011                   | 13. ledna 2014                     |
| 221          | 10        | The Girl Who Waited                     | Dívka, která čekala         | Nick Hurran    | Tom MacRae       | 10. září 2011                  | 14. ledna 2014                     |
| 222          | 11        | The God Complex                         | Božský komplex              | Nick Hurran    | Toby Whithouse   | 17. září 2011                  | 15. ledna 2014                     |
| 223          | 12        | Closing Time                            | Zavíračka                   | Steve Hughes   | Gareth Roberts   | 24. září 2011                  | 16. ledna 2014                     |
| 224          | 13        | The Wedding of River Song               | Svatba River Songové        | Jeremy Webb    | Steven Moffat    | 1. října 2011                  | 17. ledna 2014                     |

#### Sedmá řada (2012–2013)
V této řadě se objevuje tajemná Clara Oswaldová, zvaná Oswin, která stále záhadně umírá a znovu se objevuje.
Speciál
| Č. v seriálu | Č. v řadě | Původní název                          | Český název           | Režie            | Scénář        | Premiéra ve VB    | Premiéra v Česku (ČT2) |
| ------------ | --------- | -------------------------------------- | --------------------- | ---------------- | ------------- | ----------------- | ---------------------- |
| 225          | –         | The Doctor, the Widow and the Wardrobe | Doktor, vdova a skříň | Farren Blackburn | Steven Moffat | 25. prosince 2011 | 20. ledna 2014         |

První část řady
Na konci této části řady odcházejí Amy a Rory.
| Č. v seriálu | Č. v řadě | Původní název             | Český název                | Režie             | Scénář         | Premiéra ve VB | Premiéra v Česku (ČT2) |
| ------------ | --------- | ------------------------- | -------------------------- | ----------------- | -------------- | -------------- | ---------------------- |
| 226          | 1         | Asylum of the Daleks      | Azyl Daleků                | Nick Hurran       | Steven Moffat  | 1. září 2012   | 21. ledna 2014         |
| 227          | 2         | Dinosaurs on a Spaceship  | Dinosauři na vesmírné lodi | Saul Metzstein    | Chris Chibnall | 8. září 2012   | 22. ledna 2014         |
| 228          | 3         | A Town Called Mercy       | Město jménem Milost        | Saul Metzstein    | Toby Whithouse | 15. září 2012  | 23. ledna 2014         |
| 229          | 4         | The Power of Three        | Síla na třetí              | Douglas Mackinnon | Chris Chibnall | 22. září 2012  | 24. ledna 2014         |
| 230          | 5         | The Angels Take Manhattan | Andělé dobývají Manhattan  | Nick Hurran       | Steven Moffat  | 29. září 2012  | 27. ledna 2014         |

Speciál
| Č. v seriálu | Č. v řadě | Původní název | Český název | Režie          | Scénář        | Premiéra ve VB    | Premiéra v Česku (ČT2) |
| ------------ | --------- | ------------- | ----------- | -------------- | ------------- | ----------------- | ---------------------- |
| 231          | –         | The Snowmen   | Sněhuláci   | Saul Metzstein | Steven Moffat | 25. prosince 2012 | 28. ledna 2014         |

Druhá část řady
Tajemná Clara Oswaldová se zde stává Doktorovou společnicí.
| Č. v seriálu | Č. v řadě | Původní název                       | Český název            | Režie              | Scénář           | Premiéra ve VB  | Premiéra v Česku (ČT2) |
| ------------ | --------- | ----------------------------------- | ---------------------- | ------------------ | ---------------- | --------------- | ---------------------- |
| 232          | 6         | The Bells of Saint John             | Zvony svatého Jana     | Colm McCarthy      | Steven Moffat    | 30. března 2013 | 29. ledna 2014         |
| 233          | 7         | The Rings of Akhaten                | Prstence Akhatenu      | Farren Blackburn   | Neil Cross       | 6. dubna 2013   | 30. ledna 2014         |
| 234          | 8         | Cold War                            | Studená válka          | Douglas Mackinnon  | Mark Gatiss      | 13. dubna 2013  | 31. ledna 2014         |
| 235          | 9         | Hide                                | Schovávaná             | Jamie Payne        | Neil Cross       | 20. května 2013 | 3. února 2014          |
| 236          | 10        | Journey to the Centre of the TARDIS | Cesta do středu Tardis | Mat King           | Stephen Thompson | 27. dubna 2013  | 4. února 2014          |
| 237          | 11        | The Crimson Horror                  | Šarlatový děs          | Saul Metzstein     | Mark Gatiss      | 4. května 2013  | 5. února 2014          |
| 238          | 12        | Nightmare in Silver                 | Noční můra ve stříbrné | Stephen Woolfenden | Neil Gaiman      | 11. května 2013 | 6. února 2014          |
| 239          | 13        | The Name of the Doctor              | Doktorovo jméno        | Saul Metzstein     | Steven Moffat    | 18. května 2013 | 7. února 2014          |

#### Speciály (2013)
Speciály nebyly v Česku vysílány.
The Day of the Doctor je výročním speciálem k 50 letům seriálu. Objevili se v něm David Tennant, Matt Smith, John Hurt jako Válečný Doktor, Jenna Coleman a Billie Piper.
The Time of the Doctor je posledním dílem 11. Doktora (Matt Smith).
| Č. v seriálu | Č. v řadě | Původní název          | Režie       | Scénář        | Premiéra ve VB     |
| ------------ | --------- | ---------------------- | ----------- | ------------- | ------------------ |
| 240          | 1         | The Day of the Doctor  | Nick Hurran | Steven Moffat | 23. listopadu 2013 |
| 241          | 2         | The Time of the Doctor | Jamie Payne | Steven Moffat | 25. prosince 2013  |

### Dvanáctý Doktor
Dvanáctého Doktora hrál Peter Capaldi. Ve skutečnosti je tento Doktor čtrnáctý, tato inkarnace se ale dá považovat také za první (před zavedením The Timless Child později ve 13. řadě), jelikož Páni času mohou prožít pouze třináct životů. V předcházejícím speciálu však Doktor za své skutky dostane novou sadu 12 regenerací. Po zavedení The Timless Child Doctor zjišťuje, že je toto tvrzení nepravdivé a Páni času mu lhali za účelem, aby Doktor přežil.
Úlohy společnice se opět zhostila Jenna Coleman jako Clara Oswald.

#### Osmá řada (2014)
V osmé (34.) řadě jako společnice působí Clara Oswaldová. Jedná se o první řadu obnoveného seriálu, kterou Česká televize nezakoupila.
| Č. v seriálu | Č. v řadě | Původní název               | Režie             | Scénář                       | Premiéra ve VB                     |
| ------------ | --------- | --------------------------- | ----------------- | ---------------------------- | ---------------------------------- |
| 242          | 1         | Deep Breath                 | Ben Wheatley      | Steven Moffat                | 23. srpna 2014                     |
| 243          | 2         | Into the Dalek              | Ben Wheatley      | Phil Ford Steven Moffat      | 30. srpna 2014                     |
| 244          | 3         | Robot of Sherwood           | Paul Murphy       | Mark Gatiss                  | 6. září 2014                       |
| 245          | 4         | Listen                      | Douglas Mackinnon | Steven Moffat                | 13. září 2014                      |
| 246          | 5         | Time Heist                  | Douglas Mackinnon | Steve Thompson Steven Moffat | 20. září 2014                      |
| 247          | 6         | The Caretaker               | Paul Murphy       | Gareth Roberts Steven Moffat | 27. září 2014                      |
| 248          | 7         | Kill the Moon               | Paul Wilmshurst   | Peter Harness                | 4. října 2014                      |
| 249          | 8         | Mummy on the Orient Express | Paul Wilmshurst   | Jamie Mathieson              | 11. října 2014                     |
| 250          | 9         | Flatline                    | Douglas Mackinnon | Jamie Mathieson              | 18. října 2014                     |
| 251          | 10        | In the Forest of the Night  | Sheree Folkson    | Frank Cottrell Boyce         | 25. října 2014                     |
| 252          | 1112      | Dark WaterDeath in Heaven   | Rachel Talalay    | Steven Moffat                | 1. listopadu 20148. listopadu 2014 |

#### Devátá řada (2014–2015)
V deváté řadě jako společnice působí Clara Oswaldová. V Česku byla vysílána stanicí FilmBox (kromě speciálů).
Speciál
| Č. v seriálu | Č. v řadě | Původní název      | Režie           | Scénář        | Premiéra ve VB    |
| ------------ | --------- | ------------------ | --------------- | ------------- | ----------------- |
| 253          | –         | The Last Christmas | Paul Wilmshurst | Steven Moffat | 25. prosince 2014 |

Řada
| Č. v seriálu | Č. v řadě | Původní název                                 | Český název                            | Režie             | Scénář                                     | Premiéra ve VB                  | Premiéra v ČR (FilmBox Premium)    |
| ------------ | --------- | --------------------------------------------- | -------------------------------------- | ----------------- | ------------------------------------------ | ------------------------------- | ---------------------------------- |
| 254          | 12        | The Magician's ApprenticeThe Witch's Familiar | Čarodějův učedníkČarodějčina pomocnice | Hettie MacDonald  | Steven Moffat                              | 19. září 201526. září 2015      | 24. prosince 201631. prosince 2016 |
| 255          | 34        | Under the LakeBefore the Flood                | Pod jezeremPřed potopou                | Daniel O'Hara     | Toby Whithouse                             | 3. října 201510. října 2015     | 7. ledna 201714. ledna 2017        |
| 256          | 5         | The Girl Who Died                             | Dívka, která zemřela                   | Ed Bazalgette     | Jamie Mathieson a Steven Moffat            | 17. října 2015                  | 21. ledna 2017                     |
| 257          | 6         | The Woman Who Lived                           | Žena, která žila                       | Ed Bazalgette     | Catherine Tregenna                         | 24. října 2015                  | 28. ledna 2017                     |
| 258          | 78        | The Zygon InvasionThe Zygon Inversion         | Zygonská invazeZygonská inverze        | Daniel Nettheim   | Peter HarnessPeter Harness a Steven Moffat | 31. října 20157. listopadu 2015 | 11. února 201718. února 2017       |
| 259          | 9         | Sleep No More                                 | Už žádný spánek                        | Justin Molotnikov | Mark Gatiss                                | 14. listopadu 2015              | 25. února 2017                     |
| 260          | 10        | Face the Raven                                | Čelit havranovi                        | Justin Molotnikov | Sarah Dollard                              | 21. listopadu 2015              | 4. března 2017                     |
| 261          | 11        | Heaven Sent                                   | Seslaný z nebe                         | Rachel Talalay    | Steven Moffat                              | 28. listopadu 2015              | 11. března 2017                    |
| 262          | 12        | Hell Bent                                     | Projít peklem                          | Rachel Talalay    | Steven Moffat                              | 5. prosince 2015                | 18. března 2017                    |

Speciál
| Č. v seriálu | Č. v řadě | Původní název              | Režie             | Scénář        | Premiéra ve VB    |
| ------------ | --------- | -------------------------- | ----------------- | ------------- | ----------------- |
| 263          | –         | The Husbands of River Song | Douglas Mackinnon | Steven Moffat | 25. prosince 2015 |

#### Desátá řada (2016–2017)
Řada byla uvedena speciálem 25. prosince 2016 po roční pauze seriálu. První díl 10. řady byl vysílán 15. dubna 2017. Objevil se v ní 12. Doktor, Bill Potts (Pearl Mackie), Nardole (Matt Lucas), Missy (Michelle Gomez). V závěru jsme například mohli vidět návrat více druhů Kyberlidí.
Stanice FilmBox se rozhodla nezakoupit osmou ani následující řady, a tak se seriál v Česku nevysílal až do speciálů z roku 2023, kdy začal být seriál celosvětově streamován na Disney+.
Speciál
| Č. v seriálu | Č. v řadě | Původní název                 | Režie         | Scénář        | Premiéra ve VB    |
| ------------ | --------- | ----------------------------- | ------------- | ------------- | ----------------- |
| 264          | –         | The Return of Doctor Mysterio | Ed Bazalgette | Steven Moffat | 25. prosince 2016 |

Řada
Epizody Extremis, The Pyramid at the End of the World a The Lie of Land jsou společně označovány jako „The Monks trilogy“. Ve finále The Doctor Falls vidíme společně dvě inkarnace Vládce.
| Č. v seriálu | Č. v řadě | Původní název                         | Režie           | Scénář                        | Premiéra ve VB                  |
| ------------ | --------- | ------------------------------------- | --------------- | ----------------------------- | ------------------------------- |
| 265          | 1         | The Pilot                             | Lawrence Gough  | Steven Moffat                 | 15. dubna 2017                  |
| 266          | 2         | Smile                                 | Lawrence Gough  | Frank Cottrell-Boyce          | 22. dubna 2017                  |
| 267          | 3         | Thin Ice                              | Bill Anderson   | Sarah Dollard                 | 29. dubna 2017                  |
| 268          | 4         | Knock Knock                           | Bill Anderson   | Mike Bartlett                 | 6. května 2017                  |
| 269          | 5         | Oxygen                                | Charles Palmer  | Jamie Mathieson               | 13. května 2017                 |
| 270          | 6         | Extremis                              | Daniel Nettheim | Steven Moffat a Peter Harness | 20. května 2017                 |
| 271          | 7         | The Pyramid at the End of the World   | Daniel Nettheim | Steven Moffat a Peter Harness | 27. května 2017                 |
| 272          | 8         | The Lie of the Land                   | Wayne Yip       | Toby Whithouse                | 3. června 2017                  |
| 273          | 9         | The Empress of Mars                   | Charles Palmer  | Rona Munro                    | 10. června 2017                 |
| 274          | 10        | The Eaters of Light                   | Wayne Yip       | Steven Moffat                 | 17. června 2017                 |
| 275          | 1112      | World Enough and TimeThe Doctor Falls | Rachel Talalay  | Steven Moffat                 | 24. června 20171. července 2017 |

Speciál
Dvanáctý Doktor (Peter Capaldi) se zde setká s Prvním Doktorem, kterého hraje David Bradley. Jde o poslední díl Petera Capaldiho. S 12. Doktorem se přijde rozloučit Bill (Pearl Mackie), Nardole (Matt Lucas) i Clara (Jenna Coleman). Roli společníka zde zastane i kapitán Stewart (Mark Gatiss).
| Č. v seriálu | Č. v řadě | Původní název     | Režie          | Scénář        | Premiéra ve VB    |
| ------------ | --------- | ----------------- | -------------- | ------------- | ----------------- |
| 276          | –         | Twice Upon a Time | Rachel Talalay | Steven Moffat | 25. prosince 2017 |

### Třináctý Doktor
Třináctého Doktora hrála Jodie Whittaker. Je to poprvé, kdy Doktor regenerací změní pohlaví. Doktorka postupně zjišťuje, že je neznámého původu s neomezenou regenerací. Ona sama stála za zrodem rasy Pánů času. Předtím, než si Doktor začal říkat Doktor, měl několik inkarnací, které patřili do tajemné organizace jménem Divize.

#### Jedenáctá řada (2018)
Úlohu společníků plní hned tři lidé a to Ryan Sinclair (Tosin Cole), Yasmin Khan (Mandip Gill) a Graham O´Brian (Bradley Walsh – moderátor britského pořadu The Chase).
Jde o první řadu nového showrunnera Chrise Chibnalla, který psal scénáře též pro první a druhou sérii Torchwoodu. Má 10 epizod, na které navázal Novoroční speciál. Společně s Doktorem se po jeho boku nachází Yasmin „Yaz“ Khan, mladá policistka z Sheffieldu, mladík Ryan Sinclair a jeho nevlastní děda Graham O´Brian. Společně cestují v Doktorčině Tardis.
V této řadě nejsou žádné dvojdíly. Délka dílů byla prodloužena na 50 minut.
Z historických osobností se v této řadě vyskytli král Jakub I. a Rosa Parksová, z historických událostí například rozdělení Indie, rasovou segregace v USA a hon na čarodějnice.
Řada
| Č. v seriálu | Č. v řadě | Původní název                   | Režie             | Scénář                            | Premiéra ve VB     |
| ------------ | --------- | ------------------------------- | ----------------- | --------------------------------- | ------------------ |
| 277          | 1         | The Woman Who Fell to Earth     | Jamie Childs      | Chris Chibnall                    | 7. října 2018      |
| 278          | 2         | The Ghost Monument              | Mark Tonderai     | Chris Chibnall                    | 14. října 2018     |
| 279          | 3         | Rosa                            | Mark Tonderai     | Malorie Blackman a Chris Chibnall | 21. října 2018     |
| 280          | 4         | Arachnids in the UK             | Sallie Aprahamian | Chris Chibnall                    | 28. října 2018     |
| 281          | 5         | The Tsuranga Conundrum          | Jennifer Perrott  | Chris Chibnall                    | 4. listopadu 2018  |
| 282          | 6         | Demons of the Punjab            | Jamie Childs      | Vinay Patel                       | 11. listopadu 2018 |
| 283          | 7         | Kerblam!                        | Jennifer Perrott  | Pete McTighe                      | 18. listopadu 2018 |
| 284          | 8         | The Witchfinders                | Sallie Aprahamian | Joy Wilkinson                     | 25. listopadu 2018 |
| 285          | 9         | It Takes You Away               | Jamie Childs      | Ed Hime                           | 2. prosince 2018   |
| 286          | 10        | The Battle of Ranskoor Av Kolos | Jamie Childs      | Chris Chibnall                    | 9. prosince 2018   |

Speciál
Tradiční Vánoční speciál nahradil Novoroční. Vysílán byl na Nový rok 2019, scénář napsal showrunner Chris Chibnall a diváci viděli návrat Doktorky, Grahama, Ryana a Yaz bojujících s nejhorším vesmírným monstrem – s Dalekem.
| Č. v seriálu | Č. v řadě | Původní název | Režie     | Scénář         | Premiéra ve VB |
| ------------ | --------- | ------------- | --------- | -------------- | -------------- |
| 287          | –         | Resolution    | Wayne Dip | Chris Chibnall | 1. ledna 2019  |

#### Dvanáctá řada (2020)
První den roku 2020 vyšel první díl z 12. série. Společníci jsou pořád stejní – Yasmin, Ryan a Graham. Showrunner je stále Chris Chibnall. V této sérii se například vrátil Doktorův úhlavní nepřítel Vládce v nové inkarnaci, kterou si zahrál britský herec Sacha Dhawan. Z historických osobností jsme mohli vidět Nikolu Teslu ve 4. epizodě a Mary Shelly v 8. epizodě. V páté epizodě se vrátili Judooni a kapitán Jack Harkness. V závěru série nechyběl návrat Kyberlidí a domovské planety Pánů času - Gallifrey.
Řada
| Č. v seriálu | Č. v řadě | Původní název                                  | Režie                             | Scénář                          | Premiéra ve VB               |
| ------------ | --------- | ---------------------------------------------- | --------------------------------- | ------------------------------- | ---------------------------- |
| 288          | 12        | Spyfall, Part 1Spyfall, Part 2                 | Jamie Magnus StoneLee Haven Jones | Chris Chibnall                  | 1. ledna 20205. ledna 2020   |
| 289          | 3         | Orphan 55                                      | Lee Haven Jones                   | Ed Hime                         | 12. ledna 2020               |
| 290          | 4         | Nikola Tesla's Night of Terror                 | Nida Manzoor                      | Nina Metivier                   | 19. ledna 2020               |
| 291          | 5         | Fugitive of the Judoon                         | Jamie Magnus Stone                | Vinay Patel a Chris Chibnall    | 26. ledna 2020               |
| 292          | 6         | Praxeus                                        | Nida Manzoor                      | Pete McTighe a Chris Chibnall   | 2. února 2020                |
| 293          | 7         | Can You Hear Me?                               | Emma Sullivan                     | Charlene James a Chris Chibnall | 9. února 2020                |
| 294          | 8         | The Haunting of Villa Diodati                  | Emma Sullivan                     | Maxine Alderton                 | 16. února 2020               |
| 295          | 910       | Ascension of the CybermenThe Timeless Children | Jamie Magnus Stone                | Chris Chibnall                  | 23. února 20201. března 2020 |

Speciál
Novoroční speciál byl vysílán 1. 1. 2021. Objevila se v něm 13. Doktorka společně se známým Kapitánem Jackem Harknessem, který se do seriálu vrátil po 11 letech. Pomáhala jim i Yasmin Khan, Graham O´Brien (Bradley Walsh) a Ryan Sinclair (Tosin Cole). Ze 4. epizody 11. série Arachnids in the UK se vrátil ex-kandidát na prezidenta USA Jack Robertson, který společně s britskou premiérkou Jo Peterson a mladíkem Leo odhalují výhody rasy zvané Dálekové... Jde o poslední díl pro Ryana a Grahama.
| Č. v seriálu | Č. v řadě | Původní název            | Režie           | Scénář         | Premiéra ve VB |
| ------------ | --------- | ------------------------ | --------------- | -------------- | -------------- |
| 296          | –         | Revolution of the Daleks | Lee Haven Jones | Chris Chibnall | 1. ledna 2021  |

#### Třináctá řada (2021)
V listopadu 2020 bylo oznámeno, že se Třináctá Doktorka vrátí s novou řadou na podzim 2021. Série bude obsahovat šest epizod. Celá série bude vyprávět jeden velký příběh. Zkrácení série je odůvodněno pandemií covidu-19. Úlohy společníků se zhostí již potřetí Mandip Gill jako Yasmin Khan a nově John Bishop jako Dan Lewis. Celá série má podtitul "Flux". 
Série Flux začala 31. října a pokračovala do 5. prosince po 6 týdnů. Série ukázala návrat Sontaranů a Plačících Andělů, nebo Oodů a Kate Stewart v U.N.I.T.
| Č. v seriálu | Č. v řadě | Původní název            | Režie              | Scénář                           | Premiéra ve VB     |
| ------------ | --------- | ------------------------ | ------------------ | -------------------------------- | ------------------ |
| 297a         | 1         | The Halloween Apocalypse | Jamie Magnus Stone | Chris Chibnall                   | 31. října 2021     |
| 297b         | 2         | War of the Sontarans     | Jamie Magnus Stone | Chris Chibnall                   | 7. listopadu 2021  |
| 297c         | 3         | Once, Upon Time          | Azhur Saleem       | Chris Chibnall                   | 14. listopadu 2021 |
| 297d         | 4         | Village of the Angels    | Jamie Magnus Stone | Chris Chibnall a Maxine Alderton | 21. listopadu 2021 |
| 297e         | 5         | Survivors of the Flux    | Azhur Saleem       | Chris Chibnall                   | 28. listopadu 2021 |
| 297f         | 6         | The Vanquishers          | Azhur Saleem       | Chris Chibnall                   | 5. prosince 2021   |

#### Speciály (2022)
Na Nový rok 2022 byl naplánován první ze tří speciálů - Eve of the Daleks, ve kterém se snaží Doktor, Yaz a Dan v časové smyčce uniknout Dalekům. Po něm následoval speciál v průběhu jara 2022 a posledním speciálem a zároveň posledním dílem 13. Doktora byl díl ke 100 letům BBC. Tento speciál byl zároveň i poslední epizodou pro Chrise Chibnalla, vrátila se v něm postava Grahama, kterého hraje Bradley Walsh. Navrátily se taky dvě postavy z klasického seriálu - Ace McShane (Sophie Aldred) a Tegan Jovanka (Janet Fielding) - společnice 7. a 5. Doktorů.
Hrají: Jodie Whittaker (Doktor), Mandip Gill (Yaz Khan), John Bishop (Dan Lewis), Janet Fielding (Tegan Jovanka), Sophie Aldred (Ace) 
| Č. v seriálu | Č. v řadě | Původní název            | Režie              | Scénář                     | Premiéra ve VB |
| ------------ | --------- | ------------------------ | ------------------ | -------------------------- | -------------- |
| 298          | 1         | Eve of the Daleks        | Anetta Laufer      | Chris Chibnall             | 1. ledna 2022  |
| 299          | 2         | Legend of the Sea Devils | Hanolu Wang        | Ella Road a Chris Chibnall | 17. dubna 2022 |
| 300          | 3         | The Power of the Doctor  | Jamie Magnus Stone | Chris Chibnall             | 23. října 2022 |

### Čtrnáctý Doktor
Čtrnáctého Doktora hrál skotský herec David Tennant. Stará tvář se Doktorovi vrátila v čase 60. výročí seriálu. 
Staronový showrunner a hlavní scenárista Russell T Davies se rozhodl vrátit do seriálu Davida Tennanta a Catherine Tate (Donna Noble). Tři speciály k 60. výročí seriálu ukazují boj s Beep the Meep (Miriam Margolyes), což je adaptace komiksu se čtvrtým Doktorem a Hračkáře (Neil Patrick Harris), který se v seriálu objevil po 57 letech. 
V Česku byly speciály zveřejněny na Disney+.

#### Speciály (2023)
| Č. v seriálu | Č. v řadě | Původní název    | Český název        | Režie          | Scénář           | Premiéra ve VB     | Premiéra v Česku (Disney+) |
| ------------ | --------- | ---------------- | ------------------ | -------------- | ---------------- | ------------------ | -------------------------- |
| 301          | 1         | The Star Beast   | Zvíře z hvězd      | Rachel Talalay | Russell T Davies | 25. listopadu 2023 | 25. listopadu 2023         |
| 302          | 2         | Wild Blue Yonder | Do modravých dálav | Tom Kingsley   | Russell T Davies | 2. prosince 2023   | 2. prosince 2023           |
| 303          | 3         | The Giggle       | Chichot            | Chanya Button  | Russell T Davies | 9. prosince 2023   | 9. prosince 2023           |

### Patnáctý Doktor
Patnáctého Doktora hraje skotský herec Ncuti Gatwa. 

#### První řada (2024)
Díky smlouvě BBC s americkou společností Disney měly speciály se 14. Doktorem a následující řady a speciály souběžnou celosvětovou premiéru na streamovacích službách BBC iPlayer (ve Spojeném království; s následným odvysíláním v televizi večer téhož dne) a Disney+. Ačkoliv jde o 14. řadu (britskou terminologií „series 14“) obnoveného seriálu, došlo k restartu číslování řad opět od jedničky a změně na americkou terminologii („season 1“).
Speciál
Patnáctý Doktor (Ncuti Gatwa) cestuje s dívkou Ruby Sunday (Millie Gibson). Jejich dobrodružství začíná ve vánočním speciálu „Kostel na Ruby Road“. 
| Č. v seriálu | Č. v řadě | Původní název           | Český název         | Režie         | Scénář           | Premiéra ve VB    | Premiéra v Česku (Disney+) |
| ------------ | --------- | ----------------------- | ------------------- | ------------- | ---------------- | ----------------- | -------------------------- |
| 304          | –         | The Church on Ruby Road | Kostel na Ruby Road | Mark Tonderai | Russell T Davies | 25. prosince 2023 | 25. prosince 2023          |

Řada
Hrají: Ncuti Gatwa (Doktor), Millie Gibson (Ruby Sunday), Jonathan Groff, Jinx Monsoon (Maestro), Jemma Redgrave (Kate Stewart), Bonnie Langford (Mel Bush), Aneurin Barnard (Roger AP Gwilliam), Golda Rosheuvel a další.
| Č. v seriálu | Č. v řadě | Původní název             | Český název              | Režie                 | Scénář                      | Premiéra ve VB  | Premiéra v Česku (Disney+) |
| ------------ | --------- | ------------------------- | ------------------------ | --------------------- | --------------------------- | --------------- | -------------------------- |
| 305          | 1         | Space Babies              | Špunti z kosmu           | Julie Anne Robinson   | Russell T Davies            | 11. května 2024 | 11. května 2024            |
| 306          | 2         | The Devil's Chord         | Ďáblův akord             | Ben Chessell          | Russell T Davies            | 11. května 2024 | 11. května 2024            |
| 307          | 3         | Boom                      | Bum                      | Julie Anne Robinson   | Steven Moffat               | 18. května 2024 | 18. května 2024            |
| 308          | 4         | 73 Yards                  | 73 Yardů                 | Dylan Holmes Williams | Russell T Davies            | 25. května 2024 | 25. května 2024            |
| 309          | 5         | Dot and Bubble            | Tečka a bublina          | Dylan Holmes Williams | Russell T Davies            | 1. června 2024  | 1. června 2024             |
| 310          | 6         | Rogue                     | Tulák                    | Ben Chessell          | Kate Herron a Briony Redman | 8. června 2024  | 8. června 2024             |
| 311          | 7         | The Legend of Ruby Sunday | Legenda o Ruby Sundayové | Jamie Donoughue       | Russell T Davies            | 15. června 2024 | 15. června 2024            |
| 312          | 8         | Empire of Death           | Říše smrti               | Jamie Donoughue       | Russell T Davies            | 22. června 2024 | 22. června 2024            |

Druhá řada (2025)
Speciál
 

Patnáctý Doktor v Hotelu Čas vyšetřuje záhadu zárodku Hvězdy. Společně s ním sledujeme dívku Joy Almondo (Nicola Coughlan).
| Č. v seriálu | Č. v řadě | Původní název    | Režie              | Scénář        | Premiéra ve VB    |
| ------------ | --------- | ---------------- | ------------------ | ------------- | ----------------- |
| 313          | 1         | Joy To The World | Alex Sanjiv Pillai | Steven Moffat | 25. prosince 2024 |

Řada

Patnáctý Doktor cestuje s Belindou Chandra (Varada Sethu). Dále hrají: Anita Dobson (paní Floodová), Millie Gibson (Ruby Sunday), Jonah Hauer-King (Conrad), Jemma Redgave (Kate Stewart) a další.
| Č. v seriálu | Č. v řadě | Původní název                 | Režie | Scénář           | Premiéra ve VB  |
| ------------ | --------- | ----------------------------- | ----- | ---------------- | --------------- |
| 314          | 1         | The Robot Revolution          |       | Russell T Davies | 12. dubna 2025  |
| 315          | 2         | Lux                           |       | Russell T Davies | 19. dubna 2025  |
| 316          | 3         | The Well                      |       |                  | 26. dubna 2025  |
| 317          | 4         | Lucky Day                     |       |                  | 3. května 2025  |
| 318          | 5         | The Story and The Engine      |       |                  | 10. května 2025 |
| 319          | 6         | The Interstellar Song Contest |       |                  | 17. května 2025 |
| 320          | 7         | Wish World                    |       |                  | 24. května 2025 |
| 321          | 8         | The Reality War               |       |                  | 31. května 2025 |